# Staatliche Technische Universität Nowosibirsk

TU Nowosibirsk

Die Staatliche Technische Universität Nowosibirsk (auch Nowosibirsker Staatliche Technische Universität, die TU Nowosibirsk aus dem Russischen: Новосибирский Государственный Технический Университет; Abkürzung: НГТУ, NGTU oder NSTU) ist eine multidisziplinäre Universität in der russischen Stadt Nowosibirsk. Zurzeit ist sie eine der größten Hochschulen der Region Nowosibirsk.
An der TU werden Bachelor und Masterstudiengänge in 95 Fachrichtungen angeboten. An 14 Fakultäten werden ca. 14.000 Studierende unterrichtet. Die TU Nowosibirsk nimmt am Programm des russischen Ministeriums für Bildung und Wissenschaft „Stützuniversitäten in Russland“ teil.
Es ist eine der größten Hochschulen in Sibirien. An der Universität studieren 14.000 Studenten und es sind 1500 Dozenten und Professoren tätig (Stand: 2017). Es gibt 84 Studienrichtungen (Bachelor und Master) und 5 Fachgebiete: die physisch-mathematischen, technischen, ökonomischen und geisteswissenschaftlichen Bereiche. Jährlich werden an der TU Nowosibirsk ca. 6000 Studenten immatrikuliert. An der TU Nowosibirsk gibt es mehr als 120 multimediale Unterrichtsräume und Computerklassen. Neben den wissenschaftlichen Ausbildungszentren und Laboratorien gibt es eine wissenschaftliche Bibliothek.
Von der TU werden wissenschaftlichen Publikationen herausgegeben, u. a. „Der wissenschaftliche Bote der TU Nowosibirsk“, „Sammlung wissenschaftlicher Arbeiten der TU Nowosibirsk“, „Nachrichten der Hochschulen Russlands“, „Funkelektronik“, „Vorträge der Akademie der Wissenschaften von den Hochschulen Russlands“, „Sibirische Zeitschrift für industrielle Mathematik“, „Metallbearbeitung“, „Automatisierung und Programmtechnik“.
Die Universität führt Forschungen auf den Gebieten der Hochschulbildung, der Vervollkommnung des Lehrprozesses sowie zur Verbesserung der Qualität der Vorbereitung von Fachkräften durch.
Die TU arbeitet mit ausländischen Unternehmen zusammen, unter anderem mit Kjellberg Finsterwalde, DMG, ABB, Cisco Systems, National Instruments, Festo, Motorola, Siemens, Carl Zeiss.

## Geschichte
1950 wurde das Nowosibirsker Elektrotechnische Institut (NETI) gegründet.

## Internationale Zusammenarbeit
Besondere Aufmerksamkeit schenkt die Universität der internationalen Zusammenarbeit. Die TU unterhält 103 Abkommen über die Zusammenarbeit auf dem Gebiet der Wissenschaft, Bildung und Kultur mit Hochschulen in 28 Ländern weltweit. Ferner nimmt die Universität an internationalen Projekten und Programmen teil, z. B. TEMPUS, ERASMUS MUNDUS. Außerdem ist die TU Nowosibirsk kollektives Mitglied der Assoziation der technischen Universitäten Russlands, der Assoziation der technischen Universitäten Russlands und Chinas (aus dem russischen: АТУРК, Association of Sino-Russian Technical Universities/ASRTU), der Akademie der Wissenschaften der Hochschulen, des Fonds der wissenschaftlich-technischen innovativen und schöpferischen Tätigkeiten der Jugend.
An der Universität sind ca. 12 Lehrer aus China, Deutschland, den USA und Japan tätig. Die Universität hat jeweils ein Zentrum der Russischen Sprache und Kultur an der Sianski Universität (Sian/Volksrepublik China), sowie an der Tadschikischen Technischen Universität namens Akademiemitglied Ossimi (Duschanbe/Tadschikistan) eröffnet.
Es gibt eine eigene Fakultät für die Vorbereitung auf den Hochschulbesuch, die Kurse zur Vorbereitung auf ein Studium für ausländische Studierende durchführt.
Die Hochschule arbeitet mit internationalen Organisationen, Fonds und Programmen zusammen.
An der TU befindet sich das regionale Zentrum der internationalen Zusammenarbeit auf dem Gebiet der Ingenieurausbildung, der regionale Fonds der Nixdorf-Industrie, das Sibirische Zentrum der Ingenieurausbildung auf dem Gebiet der Automatisierung und das regionale Zentrum für Prüfungen der Russischen Sprache für die Ausländer.
Die TU ist ein kollektives Mitglied der Assoziation technischer Universitäten Russlands, der Assoziation technischer Universitäten Russlands und Chinas, der Akademie der Wissenschaften der Hochschulbildung und der Stiftung der wissenschaftlich-technischen, innovativen und kreativen Tätigkeit der Jugend. Die TU hat Kontakte mit Hochschulen in den USA, Kanada, Großbritannien, Deutschland, Frankreich, Italien, Dänemark, Österreich, Polen, Südkorea, China, Neuseeland, Malaysia, der Schweiz und der Mongolei aufgenommen. Zu den Partneruniversitäten und -instituten gehören Technische Universität Sofia (Bulgarien); TU Ilmenau, TU Chemnitz, Hochschule RheinMain, Hochschule für angewandte Wissenschaften Landshut (Deutschland); Universität Ariel in Samarien (Israel); Universität Bologna, Universität Pisa (Italien); Polytechnische Hochschule Harbin, Universität für Fremdsprachen Dalian (China); Schlesische Universität Katowice, Universität Warschau, Technische Universität Łódź (Polen); Technische Universität Brünn (Tschechien); National University of Singapore (Singapur). Die TU arbeitet auch mit der Universität Ulsan (Südkorea) zusammen, tauscht Programme und Studenten aus.
An der TU gibt es das DAAD-Informationszentrum, die Abteilung des Goethe-Institutes, das deutsche und französische Sprachlernzentren, das Ost-West-Zentrum, das Konfuzius-Institut. Die Studenten haben eine Möglichkeit, Englisch, Deutsch, Französisch, Spanisch, Polnisch, Chinesisch, Koreanisch, Japanisch zu lernen.
Die TU kooperiert auch mit folgenden internationalen Organisationen, Fonds und Programmen: Rat der Rektoren in Europa, Internationale Assoziation der Akademien, Europäische Assoziation für internationale Ausbildung (European Association for International Education), Internationales Zentrum der UNESCO für Ingenieurausbildung. In der TU gibt es das regionale Zentrum der internationalen Zusammenarbeit für Ingenieurausbildung und Regionalfonds Nixdorf-Industrie, das Sibirische Zentrum für Ingenieurausbildung auf dem Gebiet Automatisierungstechnik und das Regionalzentrum der Prüfung in russischer Sprache für Ausländer. Am 18. September 2002 wurde die TU Nowosibirsk nach der Unterzeichnung der Bologna-Erklärung nach der Lomonossow-Universität Moskau und der Staatlichen Universität Sankt Petersburg als dritte Universität in Russland Mitglied der Magna Charta der Universitäten.

## Innovative Entwicklung
Das Innovationsprogramm der TU („High-Tech“), das auf die komplexe Ausbildung von hochqualifizierten Spezialisten im Bereich der Informationstechnologien, Nanotechnologien, Mechatronik und Materialwissenschaften ausgerichtet ist, ermöglicht die Lösung von vielen Aufgaben, die mit der Ausbildung von hochqualifizierten Fachkräften auf dem Gebiet der High-Tech verbunden sind, und verstärkt den positiven Einfluss der Universität auf die allgemeine soziale und wirtschaftliche Entwicklung der Region Nowosibirsk. Im Jahr 2017 erhielt die TU den Status einer Stützuniversität. Diesen Status erhalten die Universitäten, die imstande sind, die Aufgaben der Ausbildung hochqualifizierter Fachkräfte für die Zwecke der Region Nowosibirsk zu lösen, ein Wissenschaftszentrum zu werden sowie eine kulturelle und soziale Infrastruktur zu schaffen.

## Fakultäten
- Fakultät für angewandte Mathematik und Informatik
- Fakultät für Radiotechnik und Elektronik
- Fakultät für Automatik und Rechentechnik
- Mechanisch-technologische Fakultät
- Fakultät für Mechatronik und Automatisierung
- Fakultät für Rechtswissenschaft
- Fakultät für EnergietechnikLehrgebäude 8 der TU Nowosibirsk
- Fakultät für Flugapparate
- Physisch-technische Fakultät

Lehrgebäude 8 der TU Nowosibirsk

- Fakultät für Geisteswissenschaften
- Fakultät für Business
- Fakultät für Vorschulvorbereitung
- Fakultät für Weiterbildung
- Volksfakultät

## Wissenschaftliche Arbeit
An der TU arbeiteten 2014 neun von 12 Kollegien für Dissertationen für 21 Fachrichtungen.
Mit der Tomsker Polytechnischen Universität bereitet die TU Unterlagen für die Eröffnung des Rates für Wirtschaftswissenschaften vor.
Am 25. April 1995 wurde das Zentrum der wissenschaftlich-technischen Arbeit der Studenten gegründet.
An der TU werden drei allrussische Olympiaden und eine Reihe von Konferenzen und Wettbewerben auf städtischer, regionaler und auf allrussischer Ebene durchgeführt.
Allrussische Olympiaden:
- „Management (Verwaltung des Unternehmens im Wettbewerbsumfeld)“
- „Technische Grafik und grafische Informationstechnologien“
- „Materialwissenschaften und Technologie baulicher Materialien“

### Jährliche wissenschaftliche Konferenzen
- die Poster-Konferenz im Rahmen der Tage der studentischen Wissenschaft an der TU Nowosibirsk
- Konferenzen im Rahmen der Tage der studentischen Wissenschaft an der TU Nowosibirsk
- die allrussische wissenschaftliche Konferenz von Studenten, Aspiranten und junge Wissenschaftlern „Wissenschaft. Technologien. Innovationen“
- die allrussische wissenschaftliche studentische Konferenz „Wissenschaft. Industrie. Verteidigung“
- die wissenschaftliche studentische Konferenz „Das intellektuelle Potenzial Sibiriens“ mit Beteiligung anderer Hochschulen
- der inneruniversitäre Wettbewerb „Das wissenschaftliche Potential der Studenten und Aspiranten der TU Nowosibirsk“
- internationale wissenschaftliche Konferenzen der jungen Wissenschaftler „Elektrotechnik. Energiewirtschaft. Maschinenbau“

## Wissenschaftliche Periodika
Die wissenschaftliche Tätigkeit der TU Nowosibirsk spiegelt sich in wissenschaftlichen Publikationen wider. Zurzeit veröffentlicht die TU eine Reihe von wissenschaftlichen Publikationen.
Drei von ihnen stehen auf der Liste der begutachtenden wissenschaftlichen Zeitschriften und Publikationen, die von der zertifizierenden Kommission des Ministeriums für Bildung und Wissenschaft empfohlen werden. Es handelt sich dabei um folgende Publikationen:

### Wissenschaftlicher Bote der TU Nowosibirsk
Die Zeitschrift „Wissenschaftlicher Bote der TU Nowosibirsk“ erscheint seit 1998.
In der Zeitschrift werden wissenschaftliche Texte und Artikel aus den folgenden Bereichen veröffentlicht: automatische Steuerung und Identifikation, Modellierung von Prozessen und Geräten, Informationsverarbeitung, fortschrittliche Informationstechnologie.

### Berichte der Akademie der Wissenschaften der Hochschulbildung der Russischen Föderation
Die Zeitschrift enthält Artikel über neue Ergebnisse abgeschlossener Forschungen, aus den Bereichen der Natur- und Ingenieurwissenschaften, aber auch auf dem Gebiet der Innovation.
Themen sind:
- physikalische und mathematische Wissenschaften
- Chemie
- Ingenieurwissenschaften

### Verarbeitung von Metallen (Technologie, Ausrüstung, Werkzeuge)
Diese wissenschaftlich-technische und industrielle Zeitschrift publiziert Artikel zu den Themen: Folgeverbundwerkzeuge, fortschrittliche Technologie, Ausrüstungen für Metall- und Holzverarbeitung.
Außerdem zählt die TU zu den Gründern der Publikationen „Sibirien Zeitschrift der industriellen Mathematik“ (gehört zum Verzeichnis der russischen rezensierten wissenschaftlichen Zeitschriften, die von der Obersten Attestationskommission des Ministeriums für Bildung und Wissenschaft der Russischen Föderation bestätigt sind), „Automatisierung und Softwaretechnik“, „Sammlung wissenschaftlicher Text für die Wirtschaft“ (in englischer Sprache).

### Automatik und softwarebasiertes Ingenieurwesen
Wissenschaftliche Zeitschrift für Elektronik: Thematiken der Publikationen sind: Automatik, Robotertechnik, automatisierte Systeme, Programmsysteme und Anwendungen (softwarebasiertes Ingenieurwesen), Informationsschutz, Netztechnologien, Nationale Softwareplattform, Cloud-Technologien, Innovationen, Informationstechnologien, Systemmodellierung, Freeware und offene Software.

### Nachrichten der Hochschulen Russlands. Radioelektronik
Die „Nachrichten der Hochschulen Russlands. Radioelektronik“ sind eine Serie von russischen wissenschaftlichen Zeitschriften, die von verschiedenen Hochschulen veröffentlicht werden.
In der Zeitschrift „Nachrichten der Hochschulen Russlands. Radioelektronik“ werden Ergebnisse wissenschaftlicher Forschungen von Wissenschaftlern, Aspiranten, Doktoranden und strategischer Partner der Hochschulen auf dem Gebiet der Radioelektronik und den angrenzenden Fachgebieten veröffentlicht. Die Zeitschrift wird seit 1998 herausgegeben; seit 2006 erscheint sie sechs Mal im Jahr.

### Sibirische Zeitschrift der industriellen Mathematik
Die „Sibirische Zeitschrift der industriellen Mathematik“ wurde vom S.L. Sobolew-Institut für Mathematik und der TU Nowosibirsk im Jahre 1998 gründet.
Die „Sibirische Zeitschrift der Rechenmathematik“ wird seit 1998 (4 Hefte im Jahr) veröffentlicht. Die Zeitschrift wurde von der Sibirischen Abteilung der Russischen Akademie der Wissenschaften, dem Institut für Rechnerische Mathematik und Mathematische Geophysik der Sibirischen Abteilung der Russischen Akademie der Wissenschaften in Nowosibirsk gegründet.
Das Ziel der Zeitschrift besteht darin, die neuesten Leistungen der sibirischen Wissenschaft auf dem Gebiet der Rechenmathematik und ihrer Anwendung zu demonstrieren. Es werden auch wissenschaftliche Berichte von Wissenschaftlern aus anderen Regionen Russlands sowie aus dem Ausland veröffentlicht.

Kulturzentrum der TU Nowosibirsk

## Kulturzentrum
Das Kulturzentrum wurde am 15. März 1993 gegründet. Es umfasst den Studentenclub, das Labor für humanitäre Ausbildung und das Haus der Wissenschaftler. Die Hauptaufgabe des Kulturzentrums ist die Organisation der Freizeit von Studenten und Mitarbeitern. Neben Musik-, Tanz- und Theatergruppen kann man sich in dem akademischen Braginskij-Chor, dem Geigen- und Volksmusik-Ensemble, dem Vokal-Studio, der Jazzband, in dem Studio der bildenden Kunst sowie einigen Theater-Studios und in der Schule des angewandten Designs engagieren.
Es werden vom Kulturzentrum verschiedene Festivals und Wettbewerbe durchgeführt wie die interregionalen Festivals der studentischen Kreativität „Studentischer Frühling in Sibirien“ und „Studentischer Herbst“ sowie ein Theatermarathon, ein internationales studentisches Jazz-Festival und ein Rock-Festival.

## Campus
Auf dem Campus gibt es 8 Lehrgebäude sowie 8 Studentenwohnheime, eine wissenschaftliche Bibliothek, eine Poliklinik, ein Prophylaktorium, ein Sportpalast, ein Sportkomplex, ein Kulturzentrum, eine Mensa und weitere Einrichtungen.

Studentenwohnheim für Doktoranden

Der Uni-Campus bietet die Wohnmöglichkeiten für Studenten, Aspiranten, Studienbewerber und Fernstudenten aus anderen Städten Russlands sowie auch für Dozenten und Mitarbeiter und ausländische Studierende der TU Nowosibirsk. Jeder Student hat einen eigenen Platz für die Vorbereitung für Unterrichtsstunden, Erholung und Freizeit.
Jährlich werden mehr als 500 ausländische Studierende immatrikuliert.

## Sport
Für die Freizeit und das Sporttreiben der Studenten und Dozenten steht ein Sport- und Fitnesscenter mit Spielhallen, einem Winterschwimmbad und Hallen für die Arbeit der Abteilungen, einem Stadion, einer Skiausleihstelle und einem Schießstand zur Verfügung. Von der Arbeit an der Gesundheit der Studenten, Dozenten und Mitarbeiter der TU Nowosibirsk zeugen ihre Siege in verschiedenen sportlichen Wettkämpfen. Für die Sportausbildung der Studenten in der TU Nowosibirsk sind die Lehrkräfte des Lehrstuhles für Sport- und Gesundheitspädagogik verantwortlich, an dem etwa 60 Dozenten und Mitarbeiter tätig sind. 

Sportpalast der TU Nowosibirsk

Das Sport- und Fitnesszentrum der TU Nowosibirsk umfasst ein Schwimmbad, 7 Sporthallen, eine Skiausleihstelle, einen 50-Meter-Sportgewehrschießstand, ein Prophylaktorium, den Gesundheitsförderungskomplex „Scharap“ (am Ufer des Ob-Stausees) und den Berg-Sportkomplex „Erlagol“ (in der Republik Altai), ein Erholungslager im Stadtgebiet und eine neue Reitsporthalle mit einer Fläche von 5000 m.
Es gibt Abteilungen für 29 Sportarten. In den letzten Jahren nahm die TU die ersten Plätze in der Teamwertung bei den interuniversitären Spartakiaden in Nowosibirsk ein.

## Ratings der TU Nowosibirsk
In internationalen Ratings nimmt die TU folgende Positionen ein:
Rating der Universitäten der GUS-Staaten (2014): Die TU belegte in der Ratingklasse C den 10. Platz.
Rating der besten Universitäten der Welt (QS World University Ranking): 2017/2018 – Platz 801–1000
Rating der führenden Universitäten in den BRICS-Ländern (QS BRICS): Im Jahr 2014 war die TU zum ersten Mal im Rating der führenden Universitäten der sich schnell entwickelnden Länder vertreten. Insgesamt waren in diesem Rating 200 führende BRICS-Universitäten vertreten. Die TU teilte sich mit anderen Universitäten die 131.–140. Plätze. 2015 – 111.–120. Plätze, 2016 – 101.–110. Plätze; im 2017 belegte die TU den 107. Platz in den QS University Rankings: BRICS 2018. Insgesamt waren in diesem Rating 300 führende Universitäten in Brasilien, Russland, Бразилии, Indien, China und Südafrika vertraten.
Rating QS University Rankings EECA: Emerging Europe and Central Asia (Schwellenländer Europa und Zentralasien): 2014/15 – 71. Platz, 2016 – 67. Platz

## Bekannte Alumni
- Weniamin Pawlowitsch Tschebotajew (1938–1992), Mitglied der Russischen Akademie der Wissenschaften, Doktor der physikalisch-mathematischen Wissenschaften, Professor, Lenin-Preisträger, Preisträger des Charles Hard Townes Award der American Optical Society und Humboldt-Preisträger, Gründer und erster Direktor des Instituts für Laserphysik der Sibirischen Abteilung der Russischen Akademie der Wissenschaften
- Gennadi Nikolajewitsch Kulipanow (* 1942), Mitglied der Russischen Akademie der Wissenschaften, Doktor der physikalisch-mathematischen Wissenschaften, Professor, stellvertretender Leiter des Budker-Institutes für Kernphysik der Sibirischen Abteilung der Russischen Akademie der Wissenschaften
- Witali Sergejewitsch Nikultsew (* 1948), Doktor der technischen Wissenschaften, Professor, leitender wissenschaftlicher Mitarbeiter des Institutes für Rechentechnologien der Sibirischen Abteilung der Russischen Akademie der Wissenschaften, Preisträger des Preises der Regierung der Russischen Föderation auf dem Gebiet der Wissenschaft und Technik der Technologie im Jahr 2013
- Sergei Grigorjewitsch Kotschura (* 1955), Doktor der technischen Wissenschaften, stellvertretender Generalkonstrukteur für elektrische Projektierung und Steuerungssysteme in Raumfluggeräten der OAO „Informationssatellitensysteme M. F. Reschetnjow“
- Arkadi Eduardowitsch Jankowski (1958), Abgeordneter der Staatsduma der Russischen Föderation der 2. Legislaturperiode (1995–1999)
- Alexander Wadimowitsch Sysojew (* 1961), Gründer und Generaldirektor des IT-Unternehmens „2GIS“
- Eduard Anatoljewitsch Taran (* 1967), Industrieunternehmer, Investor, gesellschaftlich engagierte Person, Gründer und Vorsitzender der RATM Holding, die auf dem Gebiet des optisch-elektronischen Gerätebaus und der Produktion von Verteidigungsgütern und Glaswaren tätig ist.
- Anatoli Jewgenjewitsch Lokot (* 1959), Bürgermeister von Nowosibirsk, Abgeordneter der Staatsduma der Russischen Föderation der 4., 5. und 6. Legislaturperiode
- Tatjana Alexejewna Nabatnikowa (1948) sowjetische und russische Schriftstellerin, Übersetzerin aus dem Deutschen, von der wurden einige Romane darunter auch Romane der Nobelpreisträgerin Elfriede Jelinek übersetzt
- Natalija Walerjewna Filjowa (1963–2019), russische Geschäftsfrau